# Secuestro y muerte
Secuestro y muerte es una película argentina del género de drama dirigida por Rafael Filipelli con guion de Beatriz Sarlo, David Oubiña y Mariano Llinás que se estrenó el 5 de mayo de 2011 y que tuvo como protagonistas a Enrique Piñeyro, Matías Umpierrez, Agustina Muñoz, Esteban Bigliardi y Alberto Ajaka.

## Sinopsis
La película se inspira en el secuestro y asesinato en 1970 del general Pedro Eugenio Aramburu por un grupo de la organización guerrillera Montoneros en 1970 y a través de los personajes que, más allá de poseer otros nombres y fisonomías en la ficción cinematográfica, recuerdan a aquellos, utiliza el hecho para referirse a la violencia política en la Argentina exponiendo los puntos de vista del grupo de captores y de su secuestrado, sin priorizar nunca uno sobre el otro.

## Reparto
- Enrique Piñeyro
- Matías Umpierrez
- Agustina Muñoz
- Esteban Bigliardi
- Alberto Ajaka

## Elaboración del guion
Si bien la idea original del filme pertenece al director y este participó en todas las reuniones de escritura, por decisión propia no figura entre los guionistas. La idea para la película surgió de la lectura por Filipelli del libro de Beatriz Sarlo –que es su pareja- La pasión y la excepción y a partir de ella ambos comenzaron a elaborar el guion con Mariano Llinás y más tarde se sumó David Oubiña.

## Críticas
El catálogo del Bafici 2010 al presentar la película dijo que “Como en otros films en los que Filippelli trabajó explícitamente sobre la política en los ‘70 (Hay unos tipos abajo; El ausente), el espacio cerrado aquí se vuelve tan reclusivo y ominoso como el exterior. La condición polémica de Secuestro y muerte no es su tema sino la osadía propia de un gran cineasta, que va y viene entre los dos puntos de vista sin priorizar nunca uno sobre el otro. La intrínseca ambigüedad del arte.”
Rodolfo Weisskirch opina que es un filme austero y con un tono extraño:

en vez, de hacer un film histórico accesible con la información concreta y fines didácticos, Filippelli y equipo eluden las normas y lugares comunes, para hacer un film personal. …La información es precisa y nunca redundante… los nombres de Aramburu, Montoneros y Perón se suprimen completamente….El problema son los diálogos. La frialdad, distancia e intelectualidad de los protagonistas y sus textos, alejan completamente al espectador de las circunstancias.... Las juegos de palabras, las simetrías entre los eventos que los personajes viven con la llegada del hombre a la luna, aportan interés, pero aun así la película no tiene la tensión y el suspenso suficiente para sostenerse durante apenas una hora y media… Aramburu es juzgado por Montoneros y el propio Filippelli. En cambio, el director decide no tomar partido ni por el grupo, ni tampoco da un juicio de valor sobre ellos. Solamente los expone, como interrogadores, y el resto del tiempo, los muestra en rutinas cuasi adolescentes intelectuales. Las interpretaciones solemnes y austeras de Piñeyro, Alberto Ajaka y Esteban Bigliardi, son creíbles y soberbias. Se destaca el diseño sonoro de Jessica Suárez.

Para Diego Batlle, 

el Aramburu lúcido y conciliador domina la escena y queda mucho mejor parado que los cuatro jóvenes "imberbes", que llevan adelante el "juicio revolucionario" sin demasiado sustento más allá del de arrogarse la supuesta representación del pueblo. A mí -que no tengo demasiadas pasiones puestas en estas viejas antinomias- me hizo más ruido el tono ampuloso, lo recargado de los diálogos entre Aramburu y los jóvenes montoneros que el sentido político de los mismos. Es decir, me molestó más el "cómo" que el "qué". A Filippelli parece no importarle demasiado las actuaciones (las marcaciones, la credibilidad) y, así, por momentos se despega por completo del naturalismo para ofrecer parlamentos que resultan recitados de frases "célebres" escritas por su esposa y colaboradores. Frente a lo altisonante de los interrogatorios del juicio, me quedo con el "mientras tanto", con esos tiempos muertos en los que los secuestradores fuman, cocinan, escuchan la radio o recitan poemas. Momentos todos magistralmente fotografiados por Fernando Lockett (el equipo técnico-artístico está integrado por un verdadero dream-team de la FUC) que retratan la tensión, la angustia, el miedo y las contradicciones que rodearon a aquellos hechos.

## Comentarios del director
Si bien el punto de partida del relato fue el secuestro de Aramburu, a medida que avanzó el proceso de escritura la historia no sólo se ficcionalizó sino que terminó contando no un caso puntual, sino una suerte de destilado de una época, una filosofía del poder como se la entendía en determinado período:

“una filosofía muy distinta de la de hoy en día. No era menos violento lo que hacía Aramburu o lo que hacía Montoneros. En algún punto nadie tenía razón y nadie dejaba de tenerla. La película intenta ponerse por encima de ese caso puntual para pintar una filosofía epocal, que además no era excluyente de la Argentina, era algo que ocurría en muchos lugares del mundo” (…) “La idea no era ocultar el hecho real que sirve de origen a la historia, de ninguna manera. Pero como no me interesa el cine de reconstrucción histórica, la película no narra un hecho puntual, sino una tragedia argentina, que pudo haber sido ésa o doscientas cincuenta más.(…)”Secuestro y muerte habla del pasado, de un pasado que, efectivamente, no tuvo salida. O mejor dicho, la salida fue una verdadera tragedia. Hay algo notable respecto de esta cuestión de la época. En mi caso, debo decir que no me puse particularmente emocional o nervioso cuando me enteré de que habían matado a Aramburu. Tampoco salí a festejar, digamos. Pero si hoy ocurriera una cosa similar uno diría “qué hijos de puta, ¿cómo hicieron eso?”. En aquel momento no tenía particularmente simpatía por los Montoneros, pero al mismo tiempo un acto como ése no me parecía una cosa descabellada, así se dirimían los problemas en esa época. Con el tiempo uno terminó cayendo en la cuenta de que fue un error total fusilar a un grupo de gente. Y luego fusilar a los fusiladores, un error mucho más terrible al estar dirigido por el mismísimo Estado, una locura total. La película intenta comprender esa época de locura.”